# Суворов (Ростовская область)
Суво́ров — хутор в Константиновском районе Ростовской области России.
Входит в Николаевское сельское поселение.

## Население
| 2010 |
| ---- |
| 120  |

## Улицы
- ул. Виноградная,
- ул. Вишневая,
- ул. Солнечная,
- ул. Центральная.